# Progresso Basket Castel Maggiore 2003-2004
Questa voce raccoglie le informazioni riguardanti il Progresso Castel Maggiore nelle competizioni ufficiali della stagione 2003-2004.
La squadra era conosciuta in quell'annata con denominazione FuturVirtus e sponsorizzata Carisbo, ha preso parte al campionato professionistico italiano di pallacanestro di Legadue.
A seguito della mancata partecipazione della Virtus Bologna ai campionati professionistici, il nuovo patron Claudio Sabatini aveva acquisito la società castelmaggiorese targandola FuturVirtus, per farne la continuazione storica del club virtussino. Alla fine della stagione il club fu rinominato “Virtus Pallacanestro Bologna”, di fatto cedendo il titolo sportivo alla nuova società e cessando di esistere.

## Roster
| FuturVirtus Carisbo Castelmaggiore 2003/2004 | FuturVirtus Carisbo Castelmaggiore 2003/2004 |
| Giocatori                                    | Staff tecnico                                |
| -------------------------------------------- | -------------------------------------------- |

| N. | Naz.                                       | Ruolo | Nome                   | Anno | Alt.   | Peso   |  |
| -- | ------------------------------------------ | ----- | ---------------------- | ---- | ------ | ------ |  |
| 5  | Stati Uniti (bandiera)                     | P     | Vonteego Cummings      | 1976 | 191 cm | 82 kg  |  |
| 6  | Stati Uniti (bandiera) · Italia (bandiera) | A     | Ryan McCormack         | 1979 | 178 cm | 80 kg  |  |
| 9  | Italia (bandiera)                          | C     | Cristiano Zanus Fortes | 1971 | 206 cm | 112 kg |  |
| 11 | Italia (bandiera)                          | A     | Agostino Li Vecchi     | 1970 | 204 cm | 90 kg  |  |
| 13 | Italia (bandiera)                          | G     | Andrea Niccolai        | 1968 | 196 cm | 93 kg  |  |
| 14 | Italia (bandiera)                          | C     | Samuele Podestà        | 1976 | 204 cm | 105 kg |  |
| 15 | Stati Uniti (bandiera)                     | A     | Tony Williams          | 1978 | 201 cm | 98 kg  |  |
| 16 | Stati Uniti (bandiera)                     | P     | Rick Brunson           | 1972 | 193 cm | 95 kg  |  |
| 16 | Stati Uniti (bandiera)                     | G     | Charles Smith          | 1975 | 195 cm | 94 kg  |  |
| 17 | Italia (bandiera)                          | A     | David Brkic (C)        | 1982 | 212 cm | 85 kg  |  |
| 19 | Argentina (bandiera) · Italia (bandiera)   | A     | Andrés Pelussi         | 1977 | 200 cm | 110 kg |  |
| 19 | Italia (bandiera)                          | C     | Paolo Barlera          | 1982 | 213 cm | 118 kg |  |

| Allenatore                                                                 |
| - Giampiero Ticchi (fino al 26 novembre) - Alberto Bucci (dal 27 novembre) |
| Assistente/i                                                               |
| - / Andrija Gavrilović - Maurizio Marinucci Legenda - (C) Capitano Roster  |

### Mercato
| Acquisti | Acquisti               | Acquisti       | Acquisti         |
| R.       | Nome                   | da             | Data             |
| -------- | ---------------------- | -------------- | ---------------- |
| G        | Charles Smith          | Makedonikos    | 16 ottobre 2003  |
| A        | Andrés Pelussi         | Atenas Córdoba | 16 ottobre 2003  |
| G        | Andrea Niccolai        | Olimpia Milano | 31 ottobre 2003  |
| C        | Samuele Podestà        | Pall. Treviso  | 28 novembre 2003 |
| A        | Agostino Li Vecchi     | Pall. Messina  | 28 febbraio 2004 |
| C        | Cristiano Zanus Fortes | Pall. Varese   | 28 febbraio 2004 |
| P        | Rick Brunson           | Chicago Bulls  | 28 marzo 2004    |

| Cessioni | Cessioni               | Cessioni        | Cessioni         |
| R.       | Nome                   | a               | Data             |
| -------- | ---------------------- | --------------- | ---------------- |
| PG       | Noah Moruzzi           |                 | 23 ottobre 2003  |
| C        | Rafael Giovannoni      |                 | 27 ottobre 2003  |
| P        | Luca Vitali            | Mens Sana Siena | 21 novembre 2003 |
| A        | Giacomo Noferini       |                 | 29 dicembre 2003 |
| C        | Lorenzo Di Marcantonio |                 | 2 gennaio 2004   |
| A        | Leandro Masieri        | B.C. Ferrara    | 6 febbraio 2004  |
| P        | Eloy Martin            |                 | 10 febbraio 2004 |

## Risultati

### Legadue

#### Play-off

##### Quarti di finale
| Arbitri: | Roberto Pasetto Dino Mastrantoni |

|             |          |          |
| Smith 28    | Punti    | 22 Dixon |
| Brunson 8   | Assist   | 4 Dixon  |
| Williams 11 | Rimbalzi | 17 Gatto |

| Arbitri: | Angelo Tullio Lorenzo Gori |

|             |          |          |
| Smith 25    | Punti    | 23 Gatto |
| Williams 5  | Assist   | 7 Dixon  |
| Williams 15 | Rimbalzi | 11 Gatto |

| Arbitro: | Pietro Crescenti |

|            |          |                   |
| Gregory 15 | Punti    | 22 Brunson        |
| Carter 3   | Assist   | 4 Brunson         |
| Carter 10  | Rimbalzi | 6 Niccolai, Smith |

##### Semifinale
| Arbitri: | Roberto Pasetto Paolo Longhi |

|            |          |                  |
| Mazique 22 | Punti    | 34 Smith         |
| McIntyre 4 | Assist   | 3 Niccolai       |
| Mazique 11 | Rimbalzi | 8 Brunson, Smith |

| Arbitri: | Angelo Tullio Gianni Caroti |

|                     |          |            |
| Mazique 20          | Punti    | 23 Smith   |
| McIntyre, Zanelli 3 | Assist   | 7 Brunson  |
| Mazique 9           | Rimbalzi | 7 Williams |

| Arbitro: | Lorenzo Gori |

|           |          |               |
| Smith 31  | Punti    | 25 McIntyre   |
| Smith 6   | Assist   | 5 McIntyre    |
| Brunson 6 | Rimbalzi | 6 Grappasonni |

##### Finale
| Arbitri: | Angelo Tullio Dino Mastrantoni |

|                     |          |             |
| Blizzard 30         | Punti    | 26 Smith    |
| Blizzard, Rossini 2 | Assist   | 3 Smith     |
| Singleton 14        | Rimbalzi | 9 Li Vecchi |

| Arbitri: | Pietro Crescenti Paolo Quacci |

|                       |          |                             |
| Robinson 25           | Punti    | 23 Williams                 |
| Blizzard, Singleton 2 | Assist   | 1 Niccolai, Smith, Williams |
| Singleton 10          | Rimbalzi | 6 Williams                  |

| Casalecchio di Reno 28 maggio 2004, ore 20:30 Finale Gara 3                                                                                      | FuturVirtus | 53 – 78        | Aurora Jesi | PalaMalaguti |
| \| \| \| \| \| Smith 20 \| Punti \| 18 Blizzard \| \| Smith, Williams 2 \| Assist \| 6 Blizzard \| \| Podestà 7 \| Rimbalzi \| 19 Mason Rocca \| |             |                |             |              |
| |             |                |             |              |
| Smith 20 | Punti       | 18 Blizzard    |             |              |
| Smith, Williams 2 | Assist      | 6 Blizzard     |             |              |
| Podestà 7 | Rimbalzi    | 19 Mason Rocca |             |              |

### ULEB Cup
| Arbitri: | Carl Jungebrand Borys Ryzhyk Dale Aitchison |

|                      |            |                  |
| Arnold, Radulović 15 | Punti      | 25 Smith         |
| Fernández 3          | Assist     | 3 McCormack      |
| Radulović 8          | Rimbalzi   | 8 Pelussi        |
| Aíto García Reneses  | Allenatori | Giampiero Ticchi |

| Arbitri: | Nikola Lepetic Carmelo Paternicò Dragan Neskovic |

|                               |            |                |
| Cummings 13                   | Punti      | 20 Shipp       |
| Cummings, Martin, McCormack 2 | Assist     | 2 Muya         |
| Cummings 10                   | Rimbalzi   | 13 Shipp       |
| Giampiero Ticchi              | Allenatori | Nikša Bavčević |

| Arbitri: | Nikolaos Pitsilkas Milivoje Jovcic Dubravko Muhvic |

|                  |            |                    |
| Niccolai 19      | Punti      | 29 Awojobi         |
| McCormack 3      | Assist     | 5 Solomon          |
| Williams 9       | Rimbalzi   | 8 Awojobi, Solomon |
| Giampiero Ticchi | Allenatori | Sharon Drucker     |

| Arbitri: | Sotiris Lainiotis Miroslav Tomov Anastasios Piloidis |

|               |            |               |
| Aškrabić 21   | Punti      | 13 Williams   |
| Zoroski 4     | Assist     | 3 Cummings    |
| Ffriend 9     | Rimbalzi   | 12 Williams   |
| Vlade Đurović | Allenatori | Alberto Bucci |

| Arbitri: | Juan Carlos Mitjana Stavros Tsanidis Andrej Lovsin |

|                   |            |                    |
| Smith 29          | Punti      | 17 Kaukėnas        |
| sette giocatori 1 | Assist     | 3 Ćapin, Nađfeji   |
| Pelussi 12        | Rimbalzi   | 6 Jackson, Nnamaka |
| Alberto Bucci     | Allenatori | Predrag Krunić     |

| Arbitri: | Gennaro Colucci Goran Urukalo Nikola Lepetic |

|                   |            |                     |
| Cummings 28       | Punti      | 25 Arnold           |
| McCormack 2       | Assist     | 5 Marco             |
| Brkic, Cummings 7 | Rimbalzi   | 9 Arnold            |
| Alberto Bucci     | Allenatori | Aíto García Reneses |

| Arbitri: | Juan Carlos Arteaga Juan Carlos García Anastasios Piloidis |

|                |            |                     |
| Milačić 17     | Punti      | 37 Smith            |
| Milačić 5      | Assist     | 3 Martin, McCormack |
| Hervelle 13    | Rimbalzi   | 7 Podestà           |
| Nikša Bavčević | Allenatori | Alberto Bucci       |

| Arbitri: | Xavier Amoros Recep Ankaralı Spiros Gkontas |

|                |            |               |
| Awojobi 30     | Punti      | 29 Smith      |
| Sheffer 13     | Assist     | 6 McCormack   |
| Kozikaro 7     | Rimbalzi   | 9 Pelussi     |
| Sharon Drucker | Allenatori | Alberto Bucci |

| Arbitri: | Stavros Tsanidis Bruno Gasperin Manuel Alzuria |

|               |            |                |
| Brkic 16      | Punti      | 19 Jorović     |
| Martin 4      | Assist     | 4 Popović      |
| Pelussi 12    | Rimbalzi   | 11 Majstorović |
| Alberto Bucci | Allenatori | Vlade Đurović  |

| Arbitri: | Daniel Hierrezuelo Milija Vojinović Oliver Herlt |

|                   |            |               |
| Kaukėnas 21       | Punti      | 19 Podestà    |
| Ćapin, Kaukėnas 2 | Assist     | 6 Williams    |
| Nnamaka 10        | Rimbalzi   | 5 Niccolai    |
| Predrag Krunić    | Allenatori | Alberto Bucci |